# Gare de Bouira
Pour les articles homonymes, voir Bouira (homonymie).
La gare de Bouira est une gare ferroviaire algérienne située sur le territoire de la commune de Bouira, dans la wilaya de Bouira.

## Situation ferroviaire
Établie à 512 mètres d'altitude, elle est située au point kilométrique (PK) 122,500 de la ligne d'Alger à Skikda, où elle est précédée de la gare de Draâ El Mizan et suivie de celle d'El Esnam.

## Service des voyageurs

### Desserte
La gare de Bouira est desservie par :
- les trains grandes lignes des liaisons :
  - Alger - Annaba[1] ;
  - Alger - Batna[2] ;
  - Alger - Tébessa[3] ;
  - Alger - Touggourt[4] ;
- les trains régionaux des liaisons :
  - Alger - Sétif[5] ;
  - Alger - Béjaïa[6] ;
  - Alger - Bouira[7].